# Равський повіт (Львівське воєводство)
Равський повіт (нім. Bezirk Rawa Ruska, пол. Powiat rawski) — історична адміністративно-територіальна одиниця у складі Королівства Галичини і Володимирії, ЗУНР, Польщі, УРСР і Третього Райху. Адміністративним центром повіту було місто Рава-Руська.

## Королівство Галичини та Володимирії
Провісник пізнішого повіту Судовий повіт Рава (адміністративно-судовий орган влади) був створений наприкінці 1850 р. Повітова судова виконавча влада підпорядковувалась утвореному того ж року апеляційному суду у Львові (за підпорядкованістю до якого повіти вважались належними до Східної Галичини на противагу апеляційному суду у Кракові як критерію належності до Західної Галичини).
Сам Равський повіт як орган адміністративної влади після проголошення в 1854 р. був створений 29 вересня 1855 р. (паралельно до наявного судового повіту) у складі округу Жовква.
Після скасування окружних відомств наприкінці жовтня 1865 р. їх компетенція перейшла до повітових управлінь. За розпорядженням міністерства внутрішніх справ Австро-Угорщини 23 січня 1867 року під час адміністративної реформи місцевого самоврядування збільшені повіти, зокрема до попереднього Равського повіту (з 36 самоврядних громад-гмін) приєднані повіт Угнів (з 31 гміни), Немирівський повіт (з 22 гмін) та 2 гміни (Белзець і Березини) Цішанівського повіту, однак залишились повітові суди в Немирові, Раві Руській та Угнові.
Повіт Рава Руська складався (за переписом населення 1910 року) з 82 гмін (самоврядних громад) і 60 фільварків та займав площу 1401 км². Якщо в 1900 році населення налічувало 105 185 осіб, у 1910 році тут проживало 115 333 особи. В повіті, переважали українці греко-католики (67 %), євреї становили близько 14 % населення.
Поділ повіту між судами 1910 року:
Судовий повіт Немирів:
- Біла
- Гута Обединська
- містечко Магерів
- містечко Немирів
- Вільшанка
- Парипси
- Передмістя
- Радруж
- Смолин
- Щирець
- Улицько Середкевич
- Улицько Зарубане
- Вороблячин

Судовий повіт Рава Руська:
- Белзець
- Дев'ятир
- Айзінґен
- Голе Равське
- Городжів
- Гребенне
- Гійче
- Гута Любицька
- Гута Зелена
- Кам'яна Гора
- Кам'янка-Волоська у складі сіл Бишків, Боброїди, Буди, Голе Каменецьке, Криве, Липник, Пирятин, Помлинів і Старе Село
- Корні
- Лавриків
- Любича Княже
- містечко Любича-Королівська
- Любича-Королівська Село
- Монастирок
- містечко Мости Малі
- Окопи
- Погарисько
- містечко Потелич
- Прусе
- Рата
- містечко Рава-Руська
- Річки
- Синьковичі
- Сідлисько
- Тенятиська і Потоки
- Верхрата
- Вілька Мазовецька
- Забір'я
- Замок

Судовий повіт Угнів:
- Брукенталь
- Хлівчани
- Хоронів
- Піддовге
- Домашів
- Дениська
- Йозефінендорф
- Карів
- Корчмин
- Корчів
- Кривиця
- Махнів
- Михайлівка
- Новосілки Кардинальські
- Новосілки Передні
- Остобіж
- Піддубці
- Річиця
- Салаші
- Стаї
- Щеп'ятин
- Тарношин
- Тяглів
- містечко Угнів
- Ульгівок
- Василів
- Вербиця
- Воронів
- Застав'я
- Журавче

## Західноукраїнська Народна Республіка
Повітовим комісаром був адвокат д-р Іван Кунців, його змінив професор гімназії д-р Микола Чайковський, після якого був Любомир Охримович, суддя в Немирові. У місті Угнів міським комісаром був обраний Іван Дорожинський, мельник, підприємець, бурмістр Угнова в 1915—1918 рр. Делегатом до УНРади від повіту був обраний Іван Дужий, селянин із Хлівчан.
Повіт входив до Львівської військової області ЗУНР.

## Під польською окупацією

### Зміни адміністративного поділу

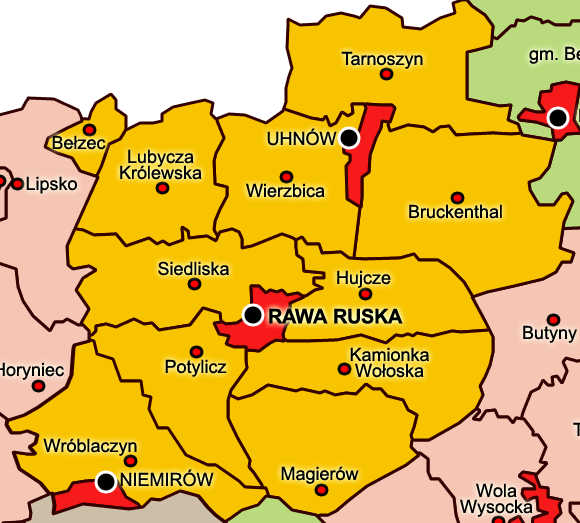
Равський повіт

Включений до складу Львівського воєводства Польщі після утворення воєводства у 1920 році на окупованих землях ЗУНР.
1 липня 1934 р. ліквідовано самоврядну громаду Заставне, а її територію включено до складу міста Угнів.
1 серпня 1934 р. здійснено об'єднання сільських ґмін у великі сільські ґміни  внаслідок об'єднання дотогочасних (збережених від Австро-Угорщини) ґмін, які позначали громаду села. Новоутворені ґміни відповідали волості — об'єднували громади кількох сіл або (в дуже рідкісних випадках) обмежувались єдиним дуже великим селом.

#### Міста (Міські ґміни)
1. містечко Немирів
2. містечко Рава-Руська
3. містечко Угнів

#### Сільські ґміни
Кількість:
1920—1934 рр. — 71
1934—1939 рр. — 11
| Об'єднані сільські ґміни 1934 року | Об'єднані сільські ґміни 1934 року | Старі сільські ґміни | Кількість |
| ---------------------------------- | ---------------------------------- | --- | --------- |
| 1                                  | Ґміна Белжець                      | Белжець | 1         |
| 2                                  | Ґміна Брукенталь                   | Брукенталь, Воронів, Домашів, Карів, Остобіж, Салаші, Тяглів, Хлівчани, Хоронів, Піддовге                                                                                                 | 9         |
| 3                                  | Ґміна Вєжбіца                      | Вежбіца (Вербиця), Корні, Махнув (Махнів), Міхалувка (Михайлівка), Новосюлкі Кардинальскє (Новосілкі Кардинальські), Новосюлкі Пшеднє (Новосілки Передні), Поддембце (Піддубне), Юзефувка | 8         |
| 4                                  | Ґміна Врублячин                    | Врублячин (Вороблячин), Парипси, Пшедмєсцє (Передмістя), Радруж, Смолін, Щирець | 6         |
| 5                                  | Ґміна Гуйче                        | Вулька Мазовєцка (Волиця), Гуйче (Гійче), Голе Равскє, Забоже (Забір'я), Сеньковіце (Синьковичі)                                                                                          | 5         |
| 6                                  | Ґміна Камьонка Волоска             | Камьонка Волоска | 1         |
| 7                                  | Ґміна Любича Крулєвска             | Гута Любицька, Журавце, Любича Камеральна, Любича Княже, Любича Крулєвска, Мости Мале, Тенятиська                                                                                         | 7         |
| 8                                  | Ґміна Маґєрув                      | Бяла (Біла), Городзув (Городжів), Замек (Замок), Камєнна Ґура (Кам'яна Гора), Лаврикув (Лавриків), Маґєрув (Магерів), Манастирек (Монастирок), Окопи, Поґожеліско (Погарисько)            | 9         |
| 9                                  | Ґміна Потиліч                      | Айнзінґен, Ольшанка (Вільшанка), Гута Обединська, Гута Зєльона, Дзєвєнцєж (Дев'ятир), Уліцко Зарембане (Зарубани), Потиліч, Уліцко Середкєвіч (Середкевичі)                               | 8         |
| 10                                 | Ґміна Сєдліска                     | Верхрата, Гребенне, Прусе, Рата, Ричкі, Сєдліска | 6         |
| 11                                 | Ґміна Тарношин                     | Василюв, Диніска, Корчмін, Корчув (Корчів), Кжевіца (Кривиця), Жечица (Річиця), Стає (Стаївка), Щепятин, Тарношин, Ульгувек                                                               | 10        |
| ліквідовано                        | ліквідовано                        | Заставне (до 01.07.1934) | 1         |

* Виділено містечка, що були включені до складу сільських ґмін та втратили міські права в 1934 р.

### Перейменування
Рішенням міністра внутрішніх справ 25 листопада 1938 року змінені німецькі назви поселень (колоній) на польські:
- Белінув (Belinów) замість Брукенталь (Bruckenthal)
- Дзєвєнцеж Мали (Dziewięcierz Mały) замість Айзінґен (Einsingen).

### Населення
У 1907 році українці-грекокатолики становили 70 % населення повіту.
У 1939 році в повіті проживало 130 820 мешканців (93 670 українців-грекокатоликів — 71,6 %, 7 815 українців-латинників — 5,97 %, 12 935 поляків — 9,89 %, 1 300 польських колоністів міжвоєнного періоду — 0,99 %, 13 740 євреїв — 10,5 % і 1 360 німців — 1,04 %).
Публіковані польським урядом цифри про національний склад повіту за результатами перепису 1931 року (з 122 072 населення ніби-то було аж 27 376 (22,43 %) поляків при 82 130 (67,28 %) українців, 10 991 (9,0 %) євреїв і 1 158 (0,95 %) німців) суперечать шематизмам і даним, отриманим від місцевих жителів (див. вище) та пропорціям за допольськими (австрійськими 1907 року) та післяпольськими (радянськими 1940 і німецькими 1943) переписами.

## СРСР
Після приєднання західноукраїнських земель до Української РСР повіт включено 27 листопада 1939 р. до складу новоутвореної Львівської області. Відповідно до Указу Президії Верховної Ради УРСР від 17 січня 1940 року, повіт ліквідовано, а його територію було поділено на чотири райони: Кам'янко-Волошський, Немирівський, Рава-Руський і Угнівський.

## Третій Райх
Під час німецької окупації у 1941—1944 рр. Равський повіт був відновлений як адміністративна одиниця Крайсгауптманшафту Рава-Руська — складової частини Дистрикту Галичина. Відновлений також був і поділ на гміни (волості). До повіту включено ґміну Вежбяни з Яворівського повіту. Однак після повторного захоплення території повіту радянськими військами його знову поділено на ті ж райони.

## Україна
Сьогодні на території України знаходиться більша частина колишнього Равського повіту. Колишні міські ґміни Рава-Руська, Немирів, Угнів, колишні сільські ґміни Брукенталь, Гуйче, Камьонка Волоска, Маґерув — повністю, ґміна Врублячин — уся, окрім села Радруж, ґміна Потиліч — уся, окрім села Дзєвєнцєж, ґміна Сєдліска — села Рата та Річки, ґміна Тарношин — села Корчів і Стаївка, ґміна Вєжбіца — села Михайлівка, Піддубне.